# Акадир (Зерендинський район)
Акади́р (каз. Ақадыр) — село у складі Зерендинського району Акмолинської області Казахстану. Входить до складу Чаглінського сільського округу.
Населення — 457 осіб (2021; 475 у 2009, 379 у 1999, 310 у 1989).
Національний склад станом на 1989 рік:
- німці — 44 %;
- росіяни — 22 %.

До 2006 року село називався Водоп'яновка.